# (3095) Omarjayam
(3095) Omarjayam es un asteroide que forma parte del cinturón exterior de asteroides y fue descubierto por Liudmila Vasílievna Zhuravliova el 8 de septiembre de 1980 desde el Observatorio Astrofísico de Crimea, en Naúchni.

## Designación y nombre
Omarjayam recibió inicialmente la designación de 1980 RT2.
Más tarde, en 1988, se nombró en honor del matemático persa Omar Jayam (h.1048-h.1122).

## Características orbitales
Omarjayam orbita a una distancia media de 3,496 ua del Sol, pudiendo acercarse hasta 3,248 ua y alejarse hasta 3,745 ua. Su inclinación orbital es 2,989 grados y la excentricidad 0,07095. Emplea en completar una órbita alrededor del Sol 2388 días.

## Características físicas
La magnitud absoluta de Omarkhayyam es 11,4.